# Yang Berbahagia Cik Puan Sofie Louise Johansson
Yang Berbahagia Che Puan Sofie Louise Johansson (nascida Sofie Louise Johansson em 1985, na Suécia) é a primeira (e até  julho de 2019 a única) esposa de Tengku Muhammad Faiz Petra, Príncipe Herdeiro de Kelantan, Malásia. 

## Biografia
Sofie conheceu Muhammad Faiz no Reino Unido, onde trabalhava, e se casou com ele em abril de 2019, na Malásia.
Antes, ela havia se formado Sociologia e Inglês em Mjölby, na Suécia. 